# The Last One for the Road
The Last One for the Road (italienska: Le città di pianura) är en italiensk dramafilm som hade premiär på Cannes filmfestival den 21 maj 2025. Den är regisserad av Francesco Sossai efter ett manus där även Adriano Candiago medverkat.

## Handling
Två femtioplussare har en besatthet: att ta sin sista drink. En kväll stöter de på Giulio, en arkitektstudent, vars syn på världen och kärleken kommer att förändras när trion vandrar från bar till bar i Veneto.

## Rollista (i urval)
- Filippo Scotti - Giulio
- Sergio Romano - Carlobianchi
- Pierpaolo Capovilla - Doriano
- Roberto Citran
- Andrea Pennacchi